# Chapa de Mota
Chapa de Mota är en kommun i Mexiko. Den ligger i nordvästra delen av delstaten Mexiko och cirka 60 km nordväst om huvudstaden Mexico City. Den administrativa huvudorten i kommunen är Chapa de Mota, med 914 invånare år 2010. 
Kommunen hade sammanlagt 27 551 invånare vid folkräkningen 2010. Kommunens area är 292,32 kvadratkilometer, och är en av de mest glesbefolkade kommunerna i delstaten. Chapa de Mota tillhör regionen Atlacomulco.
Kommunpresient sedan 2016 är Leticia Zepeda Martínez från Nationella aktionspartiet (PAN).

## Orter
De fem största samhällena i Chapa de Mota var enligt följande vid folkräkningen 2010.
1. San Felipe Coamango, 4 638 invånare.
2. San Juan Tuxtepec, 4 251 invånare.
3. Dongu, 2 961 invånare.
4. La Esperansa, 1 421 invånare.
5. Ejido de San Felipe Coamango, 1 341 invånare.